# Station Zastów
Station Zastów is een spoorwegstation in de Poolse plaats Zastów.